# Вишневский, Теофил

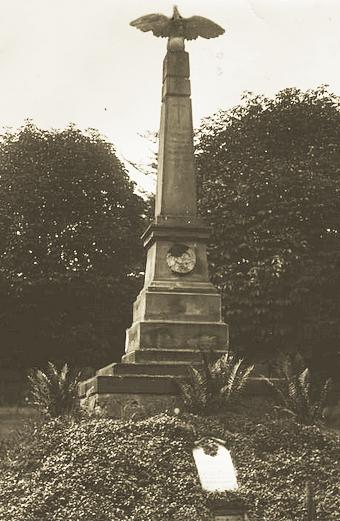
Памятник на месте казни Теофила Вишневского и Капусцинского (архивное фото)

Памятник на месте казни Теофила Вишневского и Капусцинского (нынешнее состояние)

Теофил Вишневский (Висневский, Висьнёвский) (пол. Teofil Wiśniowski; 28 декабря 1805, Язловец — 31 июля 1847, Клепаров, Львов, Австрийская империя) — польский политик, активный участник польского восстания 1830 года и Краковского восстания (1846).

## Биография
Участвовал в ноябрьском восстании 1830 года.
С 1838 года — член Польского демократического общества. Редактировал издание «Demokraty Polski».
С 1844 года участвовал в повстанческом заговоре в Галиции, председатель повстанческого трибунала в Галиции, в 1846 году — командовал отрядом восставших. Победил в стычке с эскадроном австрийских гусар в Нараеве 21 февраля 1846 г. После сражения распустил свой отряд.
До марта 1846 года скрывался. Позже был обнаружен крестьянами и передан австрийским властям. Судебное расследование длилось с марта по август 1846 года, затем до 10 сентября 1846 г. — судебный процесс, вынесшим смертный приговор Вишневскому. 31 июля 1847 г. Теофил Вишневский был повешен вместе с Юзефом Капусцинским на горе казней во Львове.
После их казни и до конца австрийского правления Гора казней стала местом демонстративного культа обоих лидеров повстанцев. В 1894 году львовское общество собрало средства и установило здесь мемориальный обелиск, который сохранился до наших дней. Автор памятника — Юлиан Марковский.

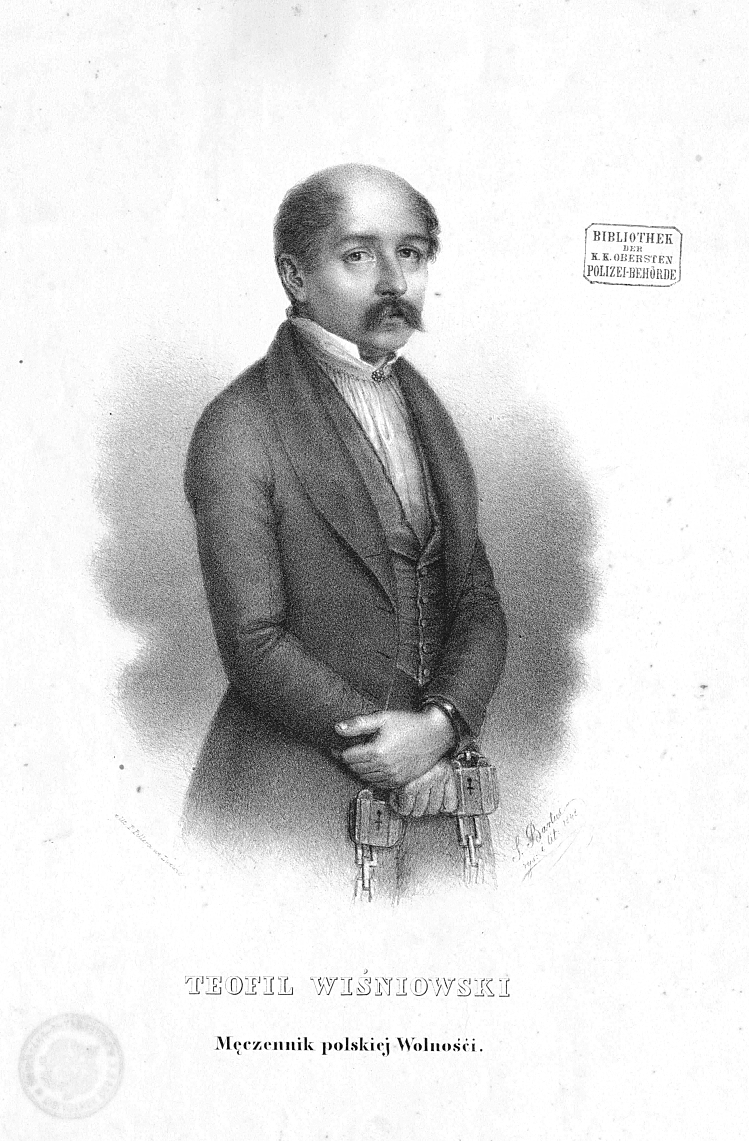
Т. Вишневский в цепях
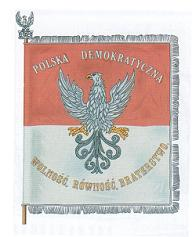
Флаг польских демократов